# Vânia Bambirra
Vânia Bambirra (Belo Horizonte, 1940 - Río de Janeiro, 2015) fue una economista, socióloga y politóloga brasileña.
Graduada en Sociología, Política y Administración pública en 1962, por la Universidade Federal de Minas Gerais (UFMG); magíster de la Universidad de Brasilia (UnB); y doctora en Economía por la Universidad Nacional Autónoma de México (UNAM). La mayoría de los libros y artículos que publicó fueron escritos en castellano, cuando estaba en el exilio.
Al lado de intelectuales, como Theotônio dos Santos, Ruy Mauro Marini e André Gunder Frank formuló la Teoría de la Dependencia, desde una interpretación crítica marxista no dogmática, de los procesos de reproducción del subdesarrollo en la periferia del capitalismo.

## Biografía
Hija de un ama de casa y de un sastre militante de Partido Comunista Brasileño, en 1961, cuando estudiaba en la universidad, se inscribió como integrante de un grupo, del cual también formaba parte Theotônio dos Santos, como voluntaria para defender la Revolución cubana. Participó hasta 1966 de la organización revolucionaria Política Operária (Polop), que luchó contra la dictadura militar establecida en 1964. Fue expulsada de la Universidad de Brasilia, donde era profesora y trabajaba el tema de la cuestión agraria.
En 1966 viajó a Chile, exiliada. Allí se integró al Centro de Estudios Socio-Económicos (CESO), junto con un grupo de marxistas que desarrollaba una nueva lectura de la realidad latinoamericana y un instrumental analítico que influenció el programa de la Unidad Popular, partido de Salvador Allende, elegido presidente en 1970. Tres años después, el golpe de Estado de Pinochet la llevó de nuevo para el exilio, primero, tras asilare en la embajada, a Panamá, donde permaneció 5 meses y luego, a México, donde pasó a ser profesora de la Universidad Nacional Autónoma de México (UNAM).
Retornó al Brasil apenas en marzo de 1980. De 1991 a 2000, fue Jefe de la Asesoría Técnica de la dirección del partido fundado por Leonel Brizola, el PDT, en la Cámara de los Diputados. A finales de 1987, fue reintegrada a la Universidad de Brasilia como profesora, en el Departamento de Ciencia Política y Relaciones Internacionales.  Dirigió conjuntamente con Ruy Mauro Marini la revista Terra Firme. En 2000 se retiró del PDT.
Entre 2001 y abril de 2002 fue Superintendente de Reestructuración y Modernización Administrativa de la Secretaría de Estado de Administración y Reestructuración del Gobierno del Estado de Río de Janeiro. Fue integrante del Consejo Fiscal del Banco del Estado de Río de Janeiro (BANERJ). Falleció el 9 de diciembre de 2015 en Río.

## Obras
En español
- La estrategia y táctica socialista: de Marx y Engels a Lenin. En coautoría con Theotônio dos Santos, Era, México, 2 tomos (1980-81).
- América Latina: historia de medio siglo, organizado por Pablo González Casanova, Siglo XXI, México (1978). Reeditado por la editora UnB, Brasilia (1988).
- El control político del Cono Sur, organizado por la Casa de Chile y por el ILDES, Siglo XXI, México (1978).
- Teoría de la dependencia: una anticrítica. Era, México (1977).
- Integración monopólica mundial e industrialización. Universidad Central de Caracas, Caracas, Venezuela (1974).
- La revolución cubana: una reinterpretación. Prensa Latino-Americana, Santiago do Chile (1973). Nuestro Tiempo, México (1974); Centelha, Coímbra, Portugal (1977); Otsuky Shoten, Tóquio (1981).
- América Latina: dependencia y subdesarrollo, organizado por Antonio Murga y Guilherme Boils, Editorial Universitaria Centroamericana, San José da Costa Rica (1973).
- El capitalismo dependiente latinoamericano. Prensa latinoamericana, Santiago do Chile (1972); Feltrinelli, Milão (1974); Siglo XXI editores, México (1974).
- Diez años de insurrección en América Latina. Prensa latinoamericana, Santiago do Chile (1971); Mazotta, Milão (1973).
- Imperialismo y dependencia, Cuadernos del CESO, Santiago do Chile (1969).
- Las relaciones de dependencia en América Latina: Bibliografía, CESO, Santiago do Chile (1968).
- "Los errores de la teoría del foco: Análisis crítico de la obra de Régis Debray". En: Monthly Review, Selecciones en castellano, Santiago, N°. 45, diciembre de 1967.

En portugués
- O Capitalismo dependente latino-americano, Editora Insular - IELA, Florianópolis (2012).
- A teoria marxista da transição e a prática socialista. Brasília, Editora da Universidade de Brasília (1993).
- Cuba, 20 anos de cultura (entrevistas), São Paulo, Editora Hucitec (1983).
- A Revolução Cubana: uma reinterpretação. Coímbra, Centelho (1975).